# Leo Sterckx
Leo Sterckx (* 16. Juli 1936 in Hulshout; † 4. März 2023) war ein belgischer Bahnradsportler.
1959 und 1960 wurde Leo Sterckx belgischer Meister im Sprint der Amateure. Er startete bei den Olympischen Spielen 1960 in Rom und errang die Silbermedaille im Sprint und wurde im selben Jahr in Leipzig Vize-Weltmeister, ebenfalls im Sprint. Auch beim Grand Prix de Paris wurde er in diesem Jahr Zweiter. In allen drei internationalen Rennen wurde er vom Italiener Sante Gaiardoni geschlagen. 1960 gewann er die Champion of Champions Trophy.
1961 wechselte Sterckx zu den Profis. 1962 und 1963 gewann er das Sprint-Turnier Grand Prix du Roi in Brüssel, wurde 1963 belgischer Vize-Meister und 1964 belgischer Meister im Sprint. Den Grand Prix Kopenhagen gewann er 1963. 1963 startete er bei seinem einzigen Sechstagerennen und wurde in Buenos Aires Dritter mit Willi Altig. 1965 wurde er nochmals belgischer Vize-Meister im Sprint und beendete anschließend seine Radsportlaufbahn.